# Kniptjärnen (Nysätra socken, Västerbotten)
Kniptjärnen är en sjö i Robertsfors kommun i Västerbotten och ingår i Kålabodaåns huvudavrinningsområde.